# Anosia insularis
Anosia insularis är en fjärilsart som beskrevs av Dudley Moulton 1921. Anosia insularis ingår i släktet Anosia och familjen praktfjärilar. Inga underarter finns listade i Catalogue of Life.